# Arrondissement de Saint-Marc
Arrondissement de Saint-Marc (franska: Saint-Marc) är ett arrondissement i Haiti.   Det ligger i departementet Artibonite, i den centrala delen av landet, 50 km norr om huvudstaden Port-au-Prince. Antalet invånare är 268 499. Arean är 1 057 kvadratkilometer.
Terrängen i Arrondissement de Saint-Marc är bergig åt sydost, men åt nordväst är den kuperad.
Arrondissement de Saint-Marc delas in i:
- Verrettes
- Saint-Marc
- La Chapelle

Följande samhällen finns i Arrondissement de Saint-Marc:
- Verrettes